# College Football Hall of Fame

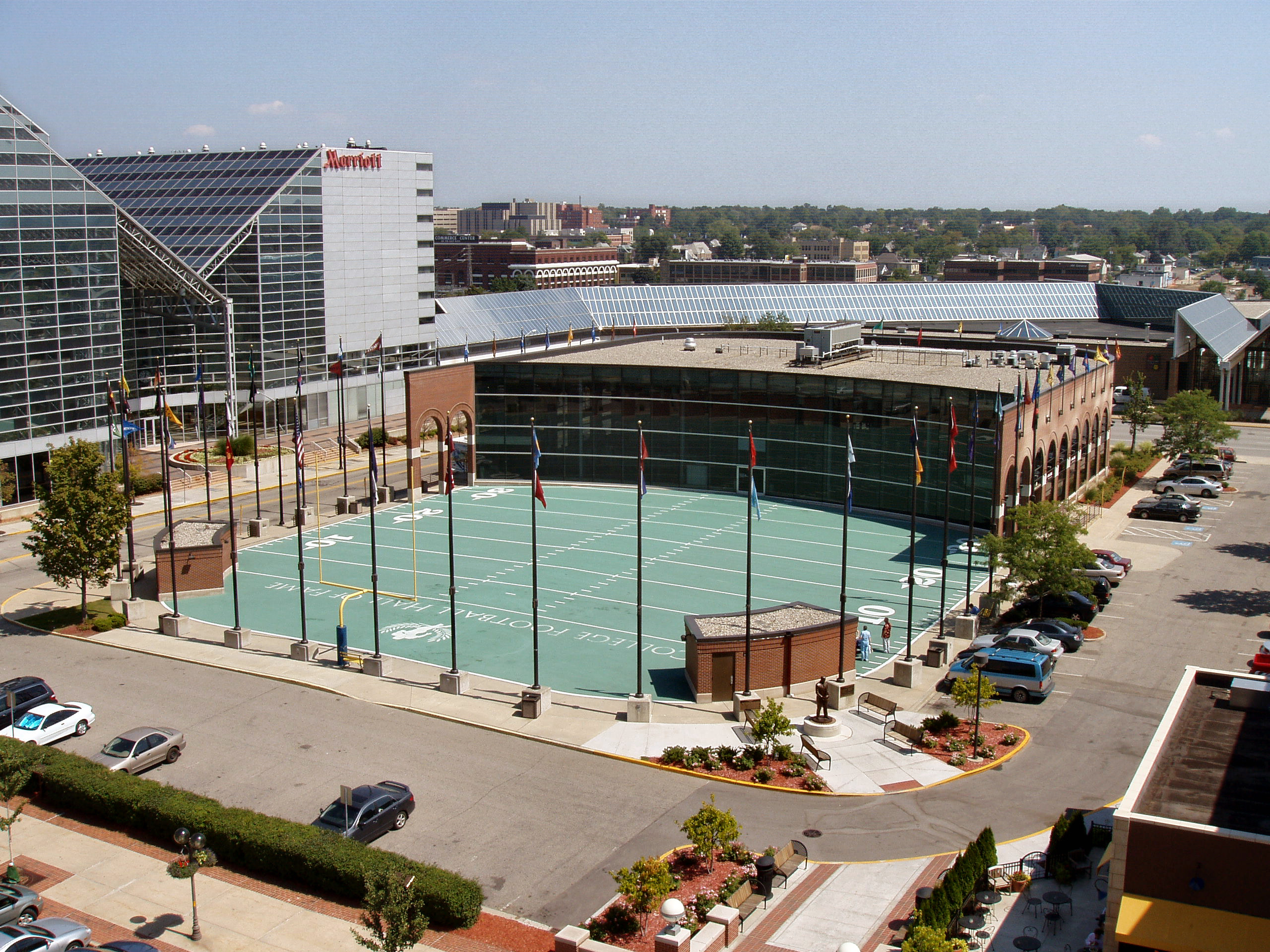
College Football Hall of Fame (ehem. Standort in South Bend, IN)

Die College Football Hall of Fame ist die Ruhmeshalle des College Footballs in den Vereinigten Staaten. Sie befindet sich seit August 2014 in Atlanta, Georgia. Gegründet wurde die Hall of Fame im Jahr 1947 durch die National Football Foundation (NFF), einer gemeinnützigen Organisation, die den amerikanischen College-Footballsport unterstützt und fördert.

## Mitglieder
In der Ruhmeshalle wird an verdiente Spieler und Trainer erinnert, die sich um den College Football verdient gemacht haben. Ausgestellt werden Footballdevotionalien und Porträts der geehrten Personen. Mit Stand 2008 hatte die Ruhmeshalle 829 Spieler und 178 Trainer als Mitglieder. Die Notre Dame Fighting Irish, die Footballmannschaft der University of Notre Dame, stellt mit 42 Personen die meisten Mitglieder. Es folgen die Michigan State University mit 29 Mitgliedern und die University of Southern California mit 28 Mitgliedern.

## Wahl
Wahlberechtigt sind die 10.000 Mitglieder der NFF, die wiederum in 119 Ortsgruppen eingeteilt ist. Die letztendliche Entscheidung über die Aufnahme in die Hall of Fame trifft ein Auswahlkomitee der NFF. Mitglieder in die Hall of Fame wurden zum ersten Mal im Jahr 1951 gewählt, die ersten Mitglieder waren unter anderem Jim Thorpe, Red Grange und Knute Rockne.

## Allgemeine Aufnahmevoraussetzung
In die Hall of Fame können ehemalige Spieler und Trainer aufgenommen werden. Die Leistungen im Profifootball sind kein Aufnahmekriterium. Die Mitglieder müssen insbesondere im Collegefootballsport herausragendes geleistet haben. Dazu gibt es für Spieler und Trainer jeweils gesonderte besondere Aufnahmevoraussetzungen.

## Besondere Aufnahmevoraussetzung

### Spieler
- Der Spieler muss das Collegestudium seit 10 Jahren beendet haben,
- seine Profilaufbahn muss beendet sein,
- sein Charakter, sein Leumund, sein Lebenswandel und seine Laufbahn müssen vorwurfsfrei und herausragend gewesen sein.

### Trainer
- Die Trainerlaufbahn muss mindestens 10 Jahre angedauert haben,
- er muss zumindest in 100 Spielen eine Mannschaft betreut haben,
- er muss 60 % der Spiele gewonnen haben,
- er muss seine Laufbahn seit drei Jahren beendet haben oder älter als 75 Jahre sein, sofern er noch als Trainer aktiv ist.

## Berühmte Spieler
In die Ruhmeshalle wurden unter anderem zahlreiche bekannte Footballspieler aufgenommen, die noch heute in den Rekordbüchern der NFL und/oder des Collegefootball stehen:
- Jay Berwanger
- Terry Bradshaw
- Jim Brown
- Larry Csonka
- Bob Griese
- Chad Hennings
- Ronnie Lott
- Dan Marino
- Bronko Nagurski
- Merlin Olsen
- O.J. Simpson
- Emmitt Smith
- Bruce Smith
- Bubba Smith
- Roger Staubach
- Reggie White

## Berühmte Trainer
Folgende bekannte Footballtrainer sind Mitglied in der Hall of Fame:
- Heartley Anderson
- Bobby Bowden
- Paddy Driscoll
- Beattie Feathers
- Joe Paterno
- Knute Rockne